# Прюли-сюр-Урс
Прюли́-сюр-Урс (фр. Prusly-sur-Ource) — коммуна во Франции, находится в регионе Бургундия. Департамент коммуны — Кот-д’Ор. Входит в состав кантона Шатийон-сюр-Сен. Округ коммуны — Монбар.
Код INSEE коммуны — 21510.

## Население
Население коммуны на 2010 год составляло 177 человек.
| 1962 | 1968 | 1975 | 1982 | 1990 | 1999 | 2010 |
| ---- | ---- | ---- | ---- | ---- | ---- | ---- |
| 166  | 148  | 135  | 198  | 203  | 193  | 177  |

## Экономика
В 2010 году среди 125 человек трудоспособного возраста (15—64 лет) 93 были экономически активными, 32 — неактивными (показатель активности — 74,4 %, в 1999 году было 72,1 %). Из 93 активных жителей работали 84 человека (47 мужчин и 37 женщин), безработных было 9 (3 мужчин и 6 женщин). Среди 32 неактивных 2 человека были учениками или студентами, 24 — пенсионерами, 6 были неактивными по другим причинам.